# Monte-Carlo

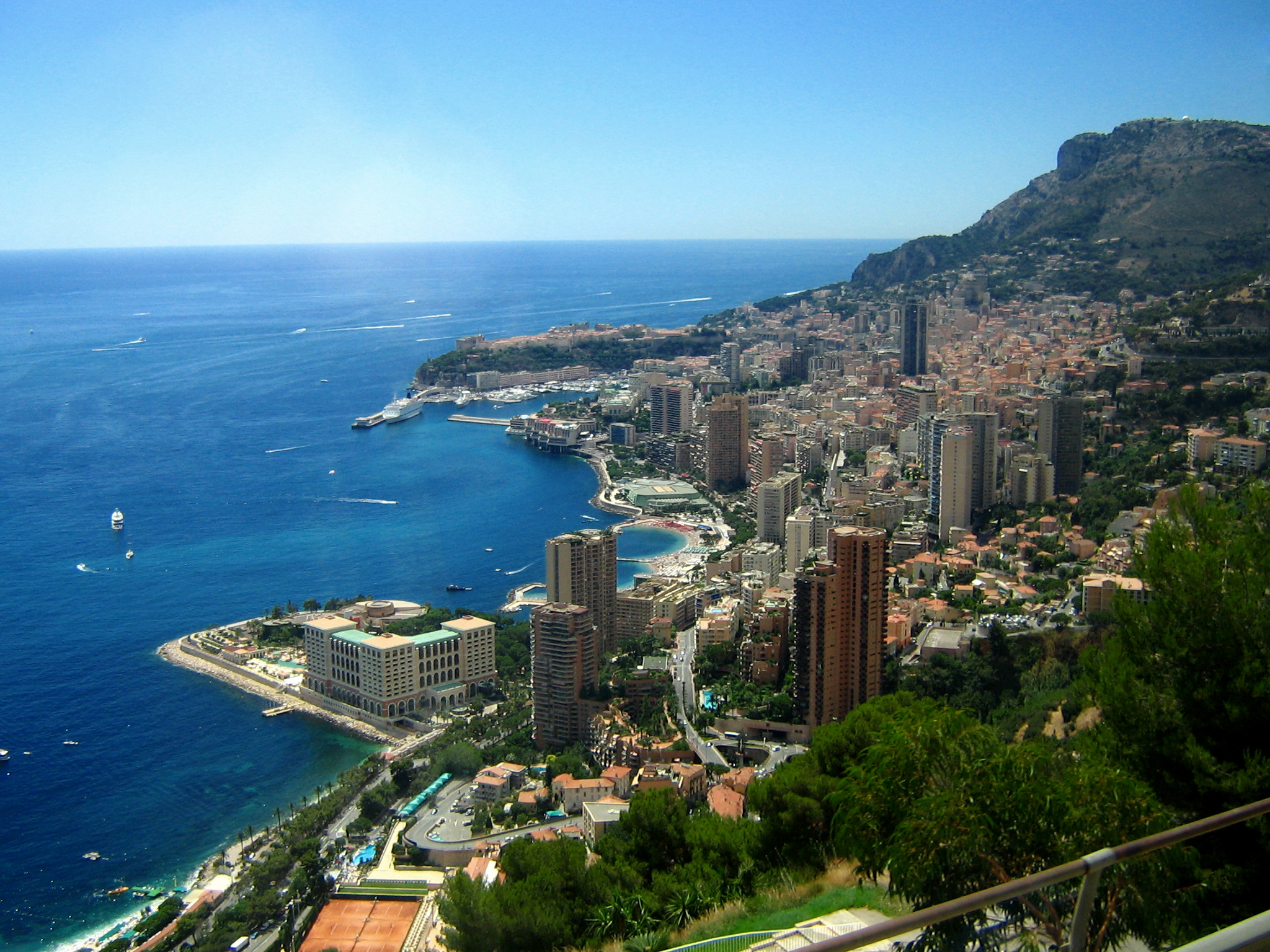
Monte-Carlo látképe

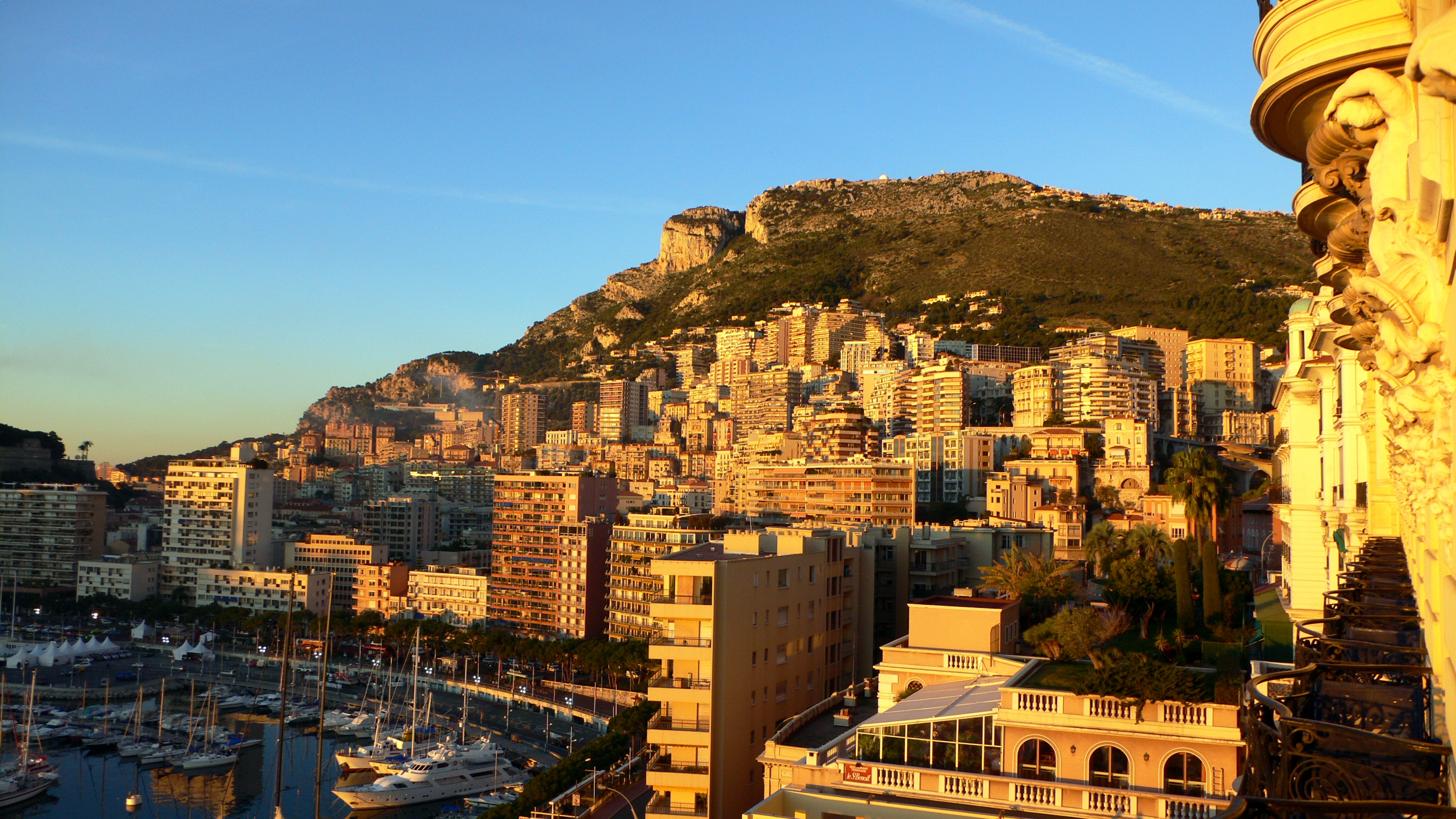
Monte-Carlo naplementekor

Monte-Carlo (okcitánul Montcarles, monacóiul Monte-Carlu, olaszul Monte Carlo vagy Montecarlo) a Côte d’Azur területen fekvő Monacói Hercegség legismertebb lakó- és üdülőövezete a Földközi-tenger partján, korábban egyike a városállam fő közigazgatási egységeinek. A francia Beausoleil (korábban Haut-Monte-Carlo) várossal szomszédos. Állandó lakossága 3000 fő körüli. A szélesebb értelemben vett Monte-Carlo negyedhez sorolják a Saint Michel, Saint Roman és a tengerparti Larvotto negyedeket.
A szerencsejáték legismertebb európai központja: neve gyakran a kaszinók, illetve az itt gyakran felbukkanó európai és amerikai hírességek asszociációit idézi fel. Innen kapta a nevét a játékelméletben és a számítógépes programokban használt Monte-Carlo-módszer (algoritmus) is.

## Neve
Neve olasz, jelentése Károly-hegy, nevét az alapításakor uralkodó III. Károly monacói hercegről, illetve az Alpok délnyugati vonulataihoz tartozó hegyről kapta, amelynek az oldalára épült.

## Története
1866-ban alapították. Alapítása előtt három évvel épült a Monte Carlo Casino, később ez alapozta meg Monte-Carlo hírnevét Európa szerencsejáték-központjaként. A kaszinót Charles Garnier, a Párizsi Opera építésze tervezte. Az épületben helyet kapott a Monte-Carlói Opera is. Autóversenypályája a Formula–1-es monacói nagydíj színhelye. Itt rendezik az immár csaknem egy évszázada a Monte-Carlo-ralit is.

## Adózás
Kedvező adózási szabályai miatt is sokan választják lakhelyül Monacót, például élsportolók.

## Galéria

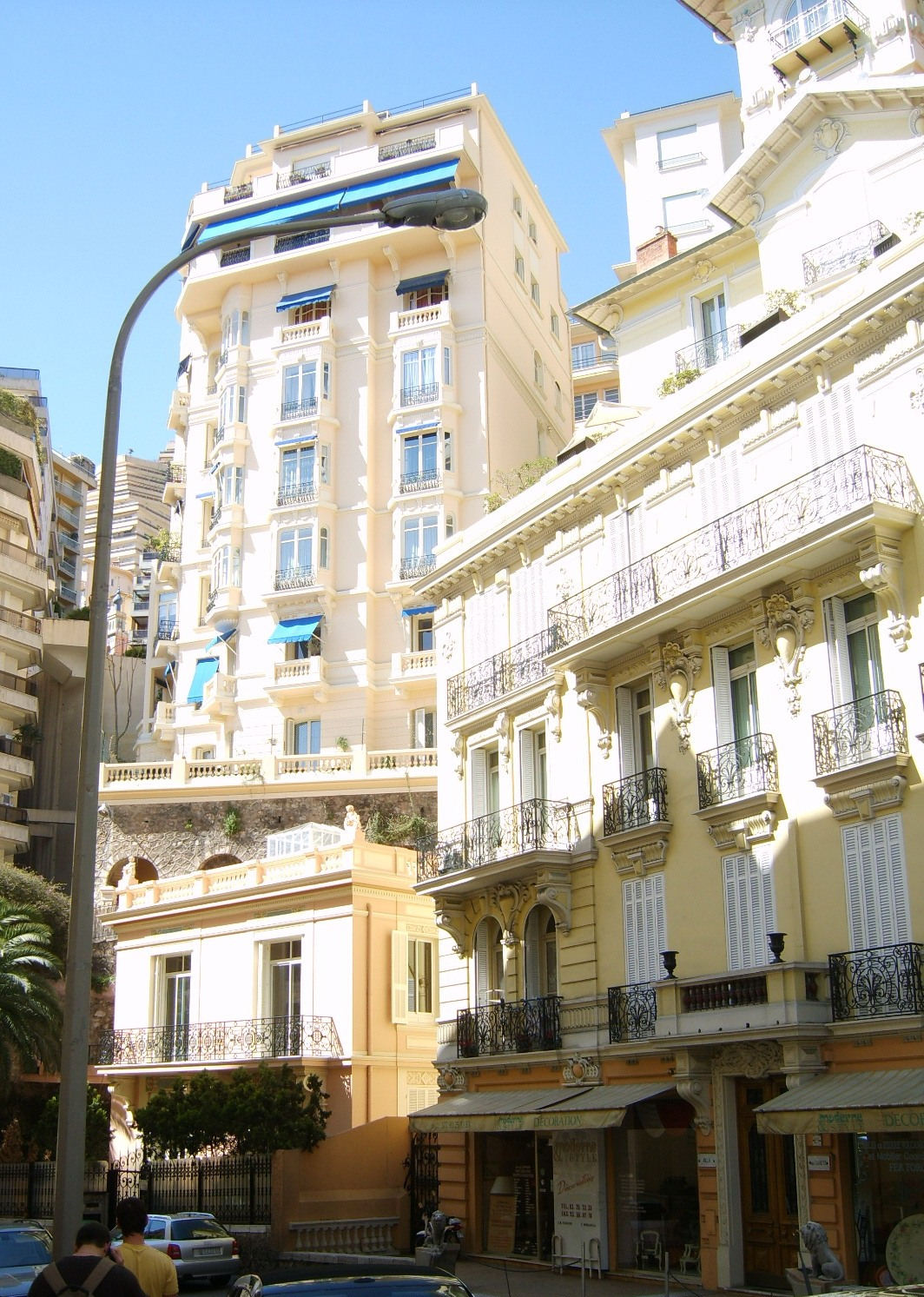
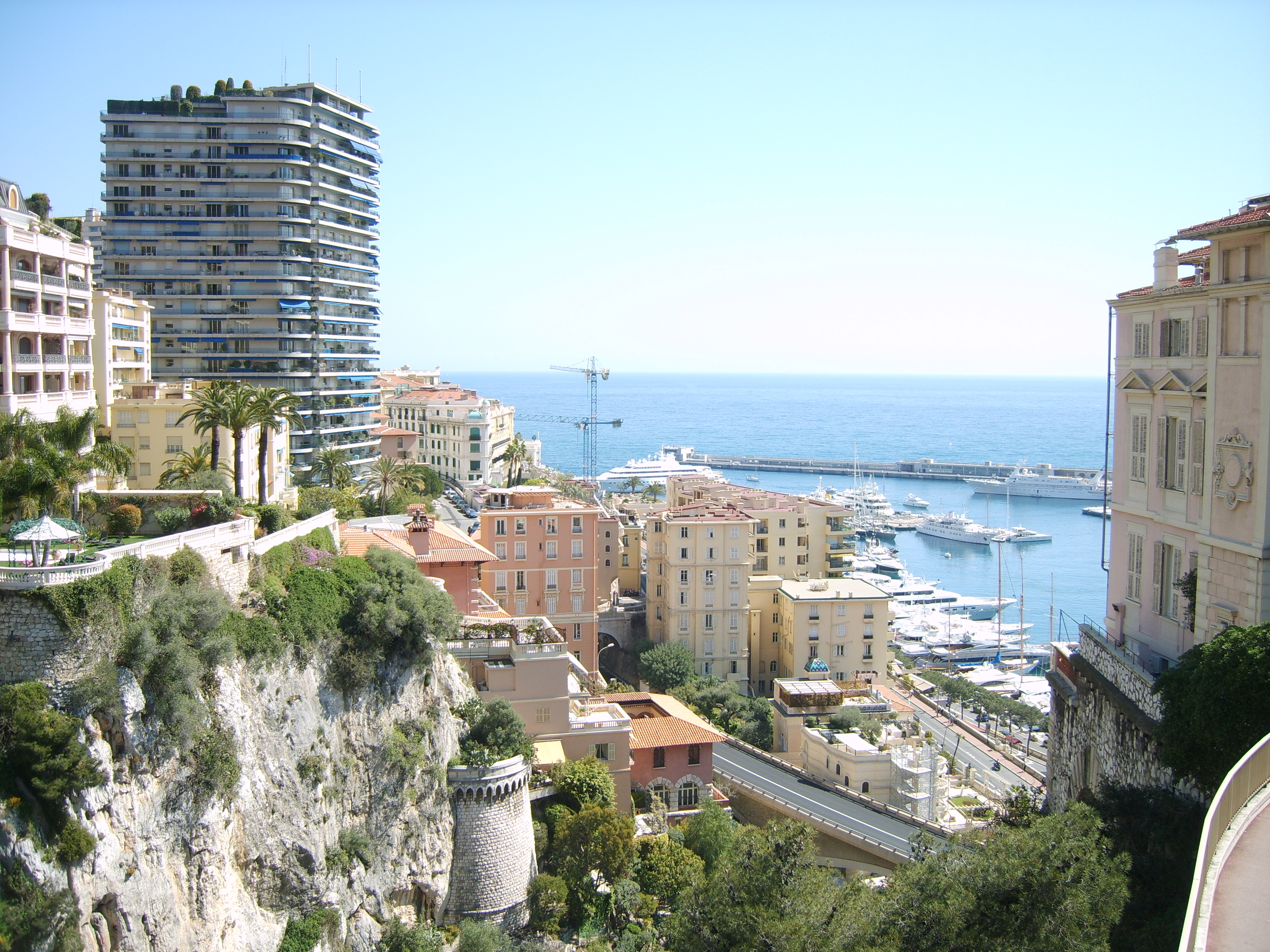
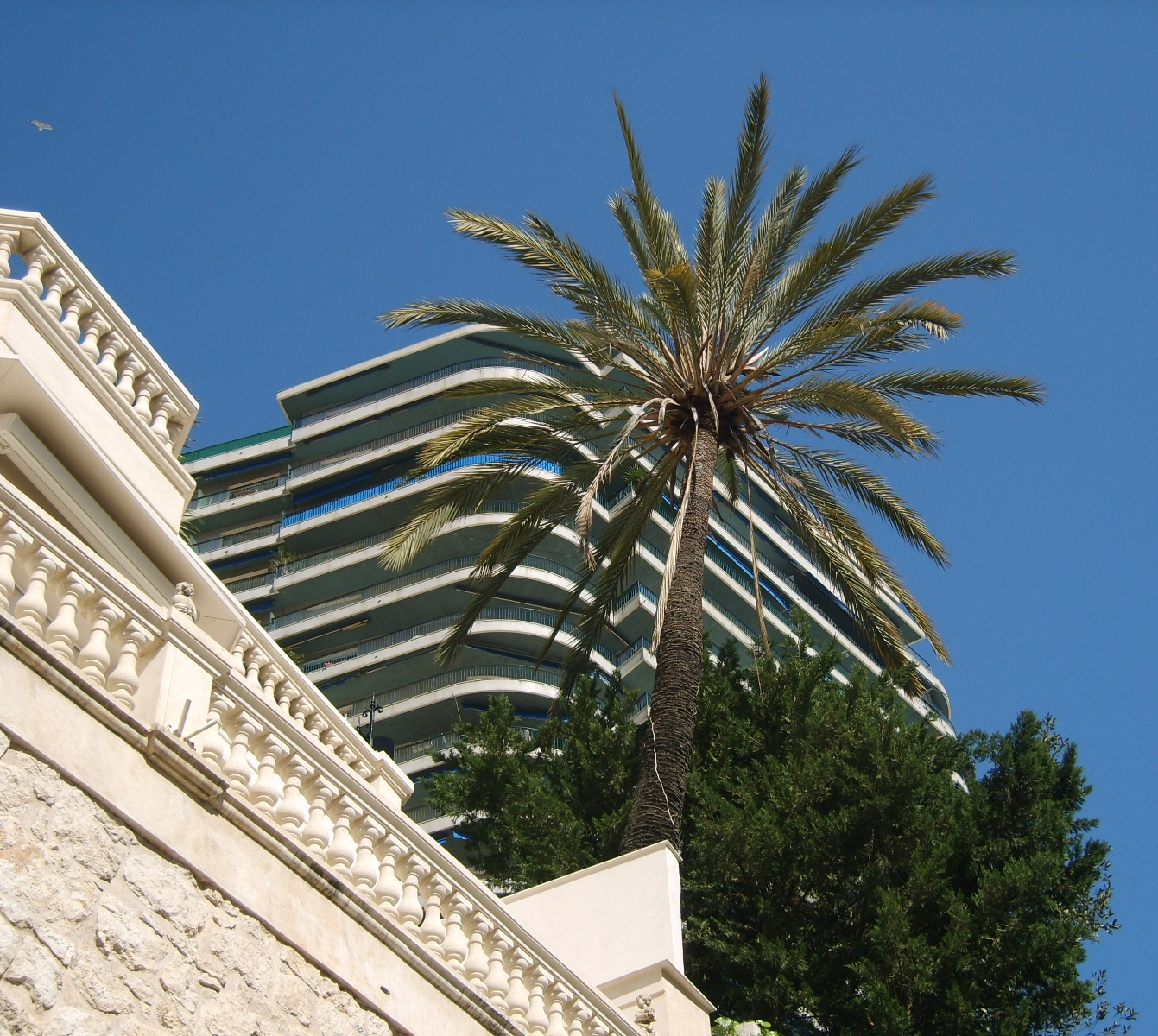
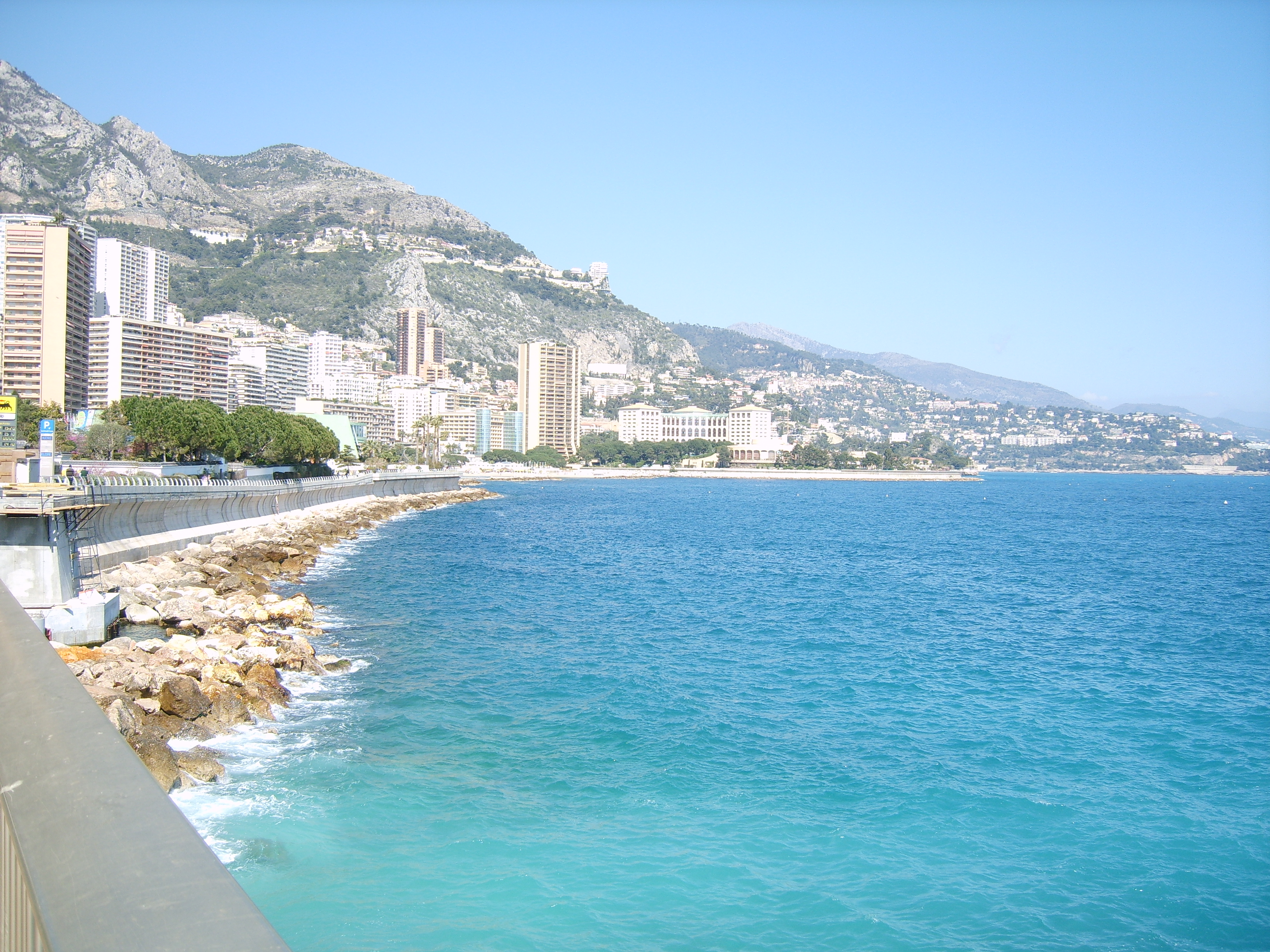
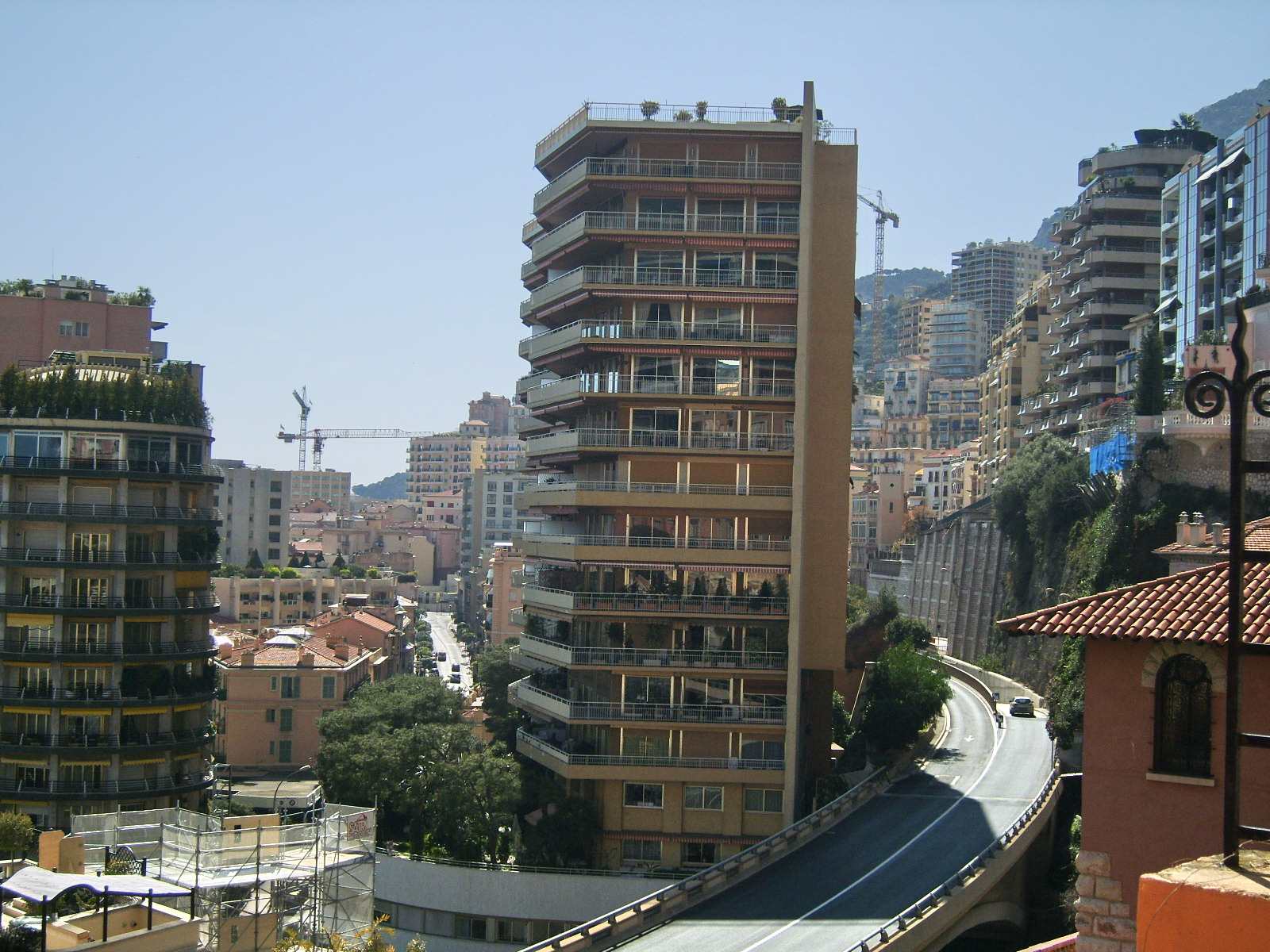
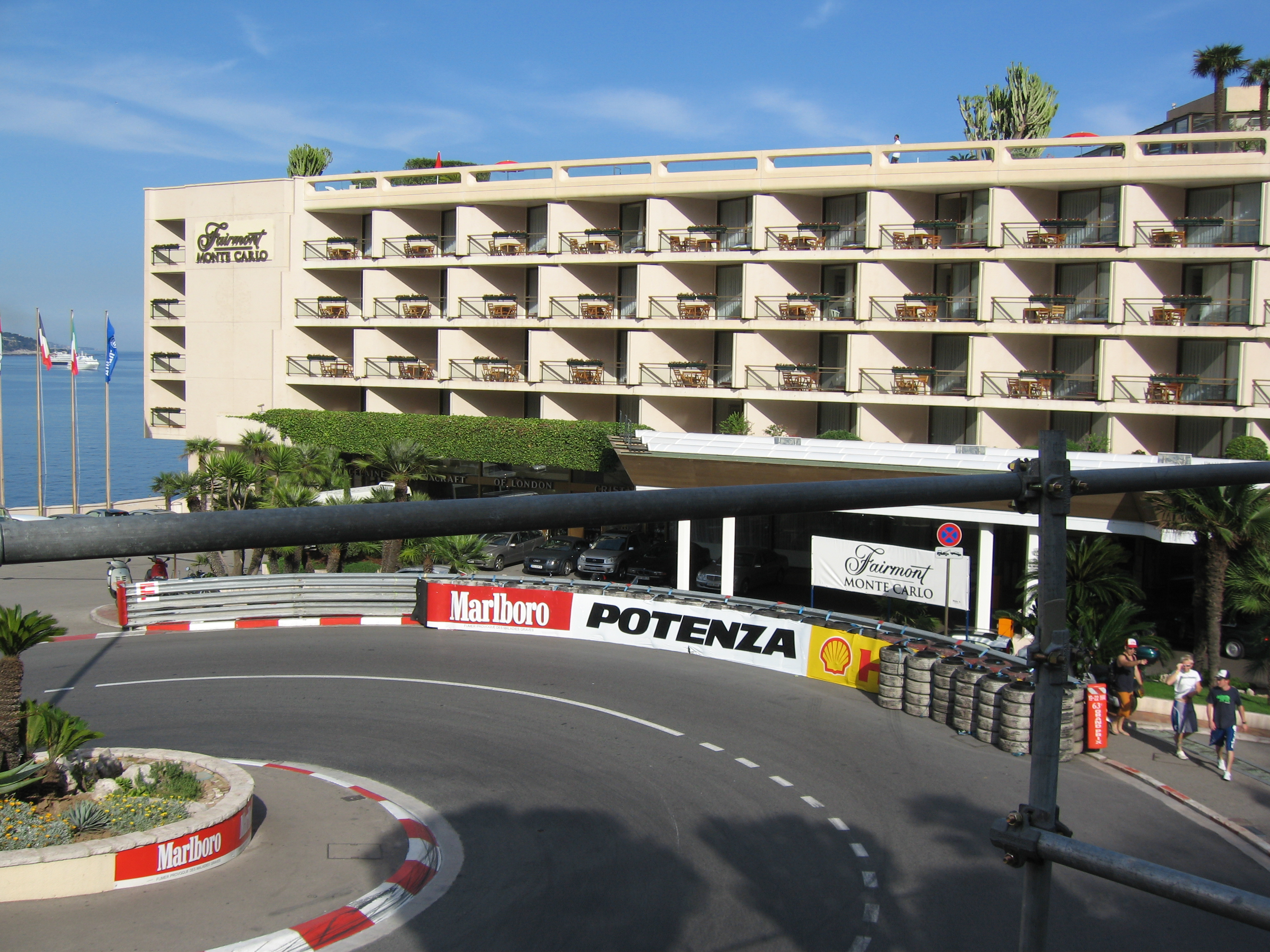

## Külső hivatkozások
- Monte-Carlo panorámaképe Archiválva 2005. április 13-i dátummal a Wayback Machine-ben
- Monte-Carlo fotóalbum